# Ivana Starčević
Ivana Starčević (Zagreb, 1984.), hrvatska je pjevačica i glumica.

## Životopis
Pjevanjem se bavila od djetinjstva. Prve profesionalne nastupe imala je sa 16 godina kao članica različitih glazbenih sastava, a s 18 godina počela je pjevati i glumiti u mjuziklima postavljenima na pozornici zagrebačkih kazališta Komedija i Trešnja. Solo pjevanje učila je na Glazbenoj školi Blagoja Berse, u klasi profesorice Viktorije Badrov. 2005. kao studentica je dobila naslovnu ulogu Maloga Glasa u glazbenoj melodrami Uspon i pad Malog Glasa u produkciji Hrvatskoga narodnog kazališta Ivana pl. Zajca u Rijeci, a 2008. na pozornici Teatra Exit ja zaigrala u predstavi Kauboji. Trenutno pjeva u sastavu Little drop of poison koji je osnovala s kolegicom Majom Posavec. Osim kao pjevačica i glumica, radila je i kao kazališna skladateljica i instruktorica pjevača.
Za potrebe telenovele Pod sretnom zvijezdom otpjevala je obradu pjesme "Pamtim samo sretne dane" u novome aranžmanu koji je napravio Ante Gelo uz pomoć Arsena Dedića koji se u pjesmi pojavljuje i glasom.
Udala se za glumca Rakana Rushaidata početkom 2011., ali rastali su se nakon sedam godina braka.

## Kazališne uloge
- "Uspon i pad Malog Glasa" kao Mali Glas (2005.)
- "Aida" kao Nehebka (2006.)
- "Ljepotica i zvijer" kao članica pjevačkog zbora (2008.)
- "Kauboji" (2008.)
- "Crkva" (2010.)
- "Hoerspiel" (2013.)

## Sinkronizacija
- "Hotel Transilvanija 3: Praznici počinju!" kao Frankencura (2018.)
- "Miffy film" - pjesma (2015.)

## Vanjske poveznice
- Ivana Starčević u internetskoj bazi filmova IMDb-u (engl.)